# Jean de Suarez d'Aulan

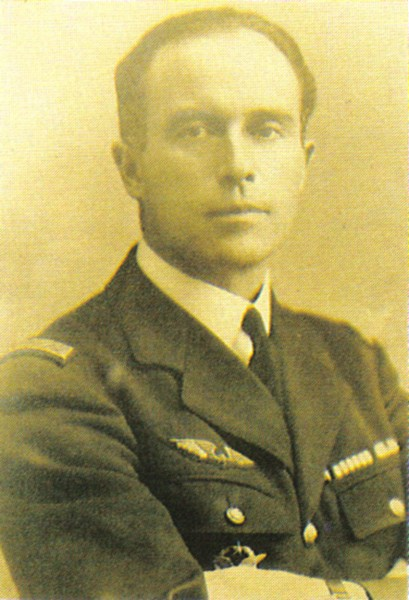
Jean de Suarez d'Aulan.

Marie Quenin Félix Ghislain Foulques Jean de la Croix Harouard de Suarez d'Aulan, född 20 november 1900 i Savasse i Drôme, död 8 oktober 1944 i Altkirch i Haut-Rhin, var en fransk flygare och bobåkare. Han deltog vid tre olympiska vinterspel i Chamonix 1924, Sankt Moritz 1928 och i Garmisch-Partenkirchen 1936. Hans bästa olympiska resultat var 1924 då han slutade på fjärde plats i fyrmansbob. Han körde Le Mans 24-timmars 1925 och slutade på fjortonde plats. Under andra världskriget deltog han som pilot och förolyckades när hans Republic P-47 Thunderbolt blev nedskjutet av en Messerschmitt Bf 109.